# Zygmunt Gawkowski
Zygmunt Gawkowski – poeta tomaszowski działający pod koniec XIX wieku, urzędnik kolejowy, korespondent piotrkowskiego „Tygodnia”. 
Poeta używał licznych kryptonimów i pseudonimów: „Gaw.”, „Z.G.”, „Z.Gaw.”, „Zyg.Gaw.”, „Zyg.Gawk.”, pseud. „Iks. Wok. Wag.”, „Sygnał Kolejowy”.  
Na łamach prasy lokalnej (piotrkowskiej) opublikował m.in. wiersze „Psiarz jestem” („Tydzień” 1893, R. 21, nr 25), * * * („Tydzień” 1893, R. 21 nr 33 [43]). 